# Comandante Shepard

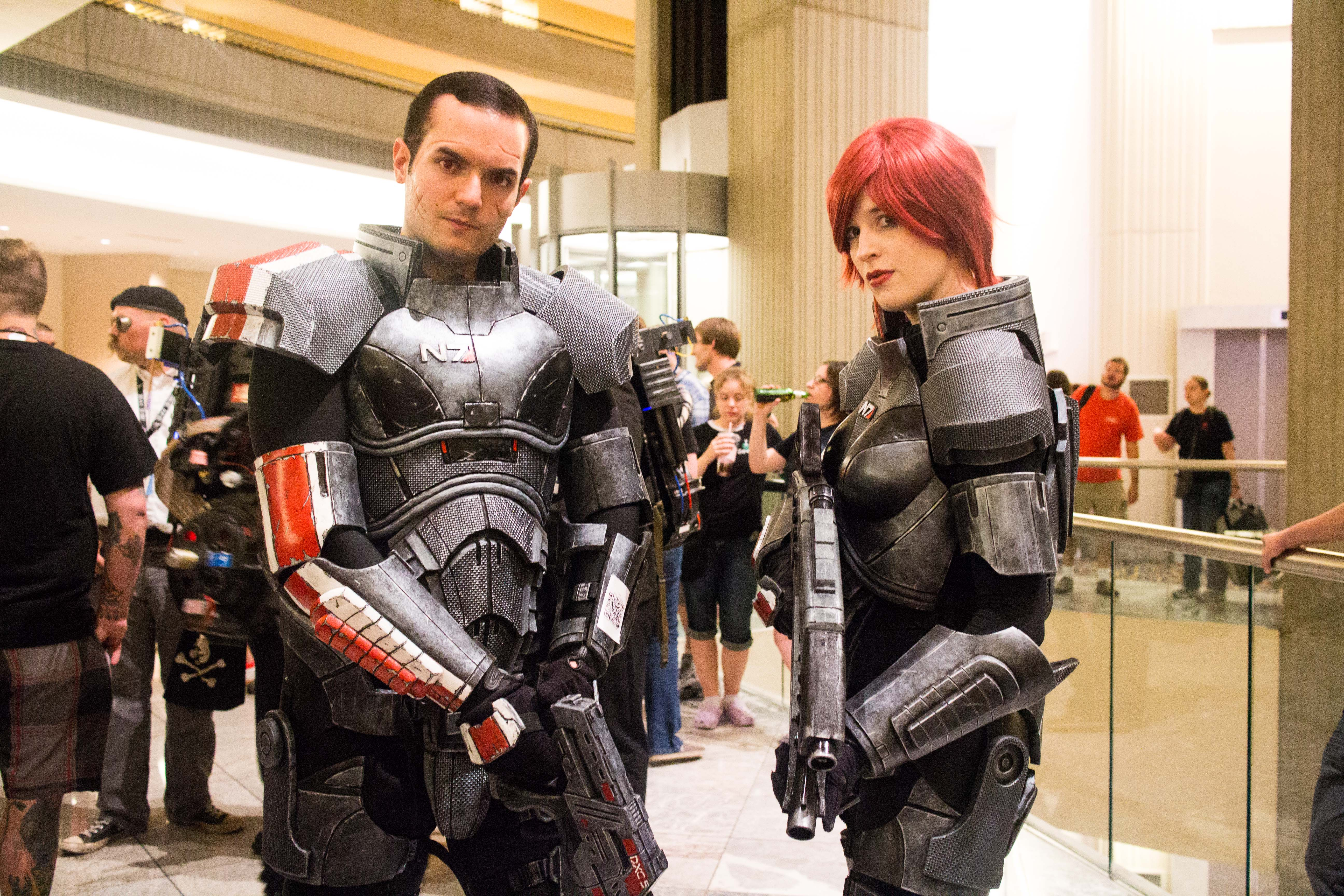
Artistas de Cosplay caracterizados en la versión masculina y femenina de Shepard.

El comandante Shepard es el protagonista de un videojuego de acción de ciencia ficción para Xbox 360, Microsoft Windows y PlayStation 3 desarrollado por BioWare, llamado Mass Effect. El jugador puede escoger el sexo del Comandante Shepard, y su nombre por defecto es John Shepard (hombre) o Jane Shepard (mujer), aunque su nombre puede ser cambiado por otro (el apellido no se puede cambiar).
La persona en la que se inspiraron para el rostro genérico masculino es el modelo neerlandés Mark Vanderloo, y quien presta su voz es el actor y humorista canadiense Mark Meer. Para la versión femenina no se basaron en ninguna celebridad, pero su voz pertenece a la actriz Jennifer Hale.

## Videojuegos

### Mass Effect
En la primera entrega de Mass Effect, Shepard es un soldado veterano de la Alianza, el sistema político que engloba a las naciones de la Tierra y los planetas colonizados por el ser humano. Sin embargo, el jugador puede elegir el aspecto de su personaje a pesar de que aparezca un Shepard determinado; así como elegir el trasfondo de este, por lo cual los diálogos del juego variarán según las características de cada personaje. Además, Shepard puede interactuar con los demás personajes, de forma que puede llegar a haber una relación amorosa entre el protagonista y otro individuo de la tripulación. También, existe la opción de crear un personaje femenino, pero Bioware no creó algún tipo de persona predeterminada hasta la tercera entrega de la saga. 
En este primer juego perteneciente a una trilogía, su enemigo principal es Saren. Éste se unirá a los segadores para así intentar dominar el universo, pero Shepard tendrá que detenerlo mediante sus relaciones con el resto de personajes y teniendo en cuenta que cada decisión influirá en el desenlace de la historia.

### Mass Effect 2
Tras haber ganado la batalla a los segadores y Sovereign en la primera parte de dicha trilogía, el comandante Shepard tendrá que enfrentarse a los recolectores, unos alienígenas muy poco comunes, de los que muchos dudaban su existencia. Éstos están junto a los segadores, y nuevamente Shepard deberá hacer lo imposible para detenerlos.

### Mass Effect 3
En el tercer juego, Shepard se enfrentará a los segadores, cuando atacan a la galaxia.

## Transcurso de la historia
Mass Effect es un videojuego en el cual cada acción que se realiza tiene una repercusión. Las decisiones que se toman en la primera entrega, repercuten a la segunda, y el final de esta trilogía. Algunos factores que pueden variar son:
- Mantener relaciones con un personaje en la primera parte, y en la segunda con uno totalmente diferente, conllevará a futuros celos en la tercera entrega (lo cual puede interponerse en la misión de salvar al universo).
- Ser una persona comprensiva, o rebelde, pues no se comportarán de la misma forma con alguien agresivo que con una persona querida por los demás.
- Decisiones tan importantes como guardar curas para la enfermedad krogan, liberar a los geths, etc.

## Romances

### Personaje masculino
En el primer Mass Effect, será posible la relación tanto con Ashley Williams como con Liara T'Soni. En la segunda entrega: Miranda, Tali'Zorah nar Rayya, Jacqueline "Jack" Nought (también conocida como "Sujeto Cero") y con Liara T'Soni, pero solo si se ha mantenido una relación previa con ella en la primera entrega tras comprar la expansión DLC del Corredor Sombrío para Mass Effect 2.

### Personaje femenino
En la primera entrega, las relaciones pueden ser tanto con Kaidan Alenko como con Liara T'Soni. En la segunda entrega: Jacob Taylor, Garrus Vakarian, Thane Krios y con Liara nuevamente, como en el caso anterior.